# Шверин, Курт Кристоф фон
Граф Курт Кристоф фон Шверин (нем. Kurt Christoph Graf von Schwerin; 26 октября 1684, Лёвиц, в окрестностях Анклама — 6 мая 1757, под Прагой, Чехия) — прусский генерал-фельдмаршал (30 июня 1740), один из выдающихся военачальников Фридриха II, участник Семилетней войны. Погиб «образцовой смертью прусского генерала» в битве под Прагой.

## Биография
Представитель мекленбургского и померанского дворянского рода Шверин. Поступил на военную службу в 1700 году прапорщиком в полк своего дяди, генерал-лейтенанта Детлефа фон Шверина, в роту, которой командовал его брат, старший лейтенант Бернд Детлеф фон Шверин. В 1703—1707 годах Шверин прошёл путь от лейтенанта до полковника в армии герцога Мекленбург-Шверинского.
С 1701 году полк Шверина принял участие в Войне за испанское наследство на территории Нидерландов. Участвовал в сражениях при Шелленберге, Гохштедте, Рамильи и Мальплаке.
Поступил на шведскую службу. Участвовал в Северной войне. Под началом полководца Магнуса Стенбока сражался при Гадебуше. В 1713 году был направлен с тайной миссией к шведскому королю Карлу XII  в Бендеры. В 1718 году получил звание генерал-майора. 6 марта 1719 года разбил ганноверские войска в бою при Вальсмюлене в Мекленбурге.

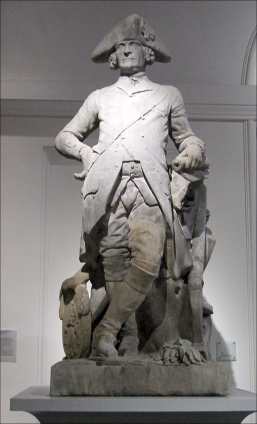
Один из памятников Шверину, ныне находящийся в Немецком историческом музее в Берлине

После заключения мира между Швецией и Пруссией в 1720 году большая часть родовых имений Шверина отошла к Пруссии, что побудило его перейти на прусскую службу. С 1722 года — шеф 24-го пехотного полка, ставшего позднее элитной частью прусской армии. С 1731 года — генерал-лейтенант, в 1739 году — генерал от инфантерии.
В 1733 году, во главе прусской армии, Шверин участвовал в решении трудной и деликатной задачи — урегулирование дел в Мекленбурге.
8 марта 1736 года награждён орденом Чёрного орла.
Разносторонне образованный, интересующийся науками и искусством генерал, любитель жизни, стоял особняком в армии «солдатского короля» Фридриха Вильгельма I, отца Фридриха II и, тем не менее, пользовался его неизменным доверием. Король ценил его способности в качестве советника, доверял Шверину дипломатические миссии, которые не мог перепоручить своим неотёсанным генералам.
Начатая при отце карьера Шверина также успешно продолжилась при наследнике: 30 июня 1740 года Фридрих II присвоил Шверину звание генерал-фельдмаршала, а месяцем позже пожаловал ему титул графа. Шверин и королевский министр Подевильс были единственными, кому молодой король доверил свой тайный план нападения на австрийскую Силезию. 
В Первой Силезской войне Шверин отличился при Мольвице: командуя армией, после того, как Фридрих оставил поле сражения, он довёл битву до победы. Шверин выиграл сражение, но потерял дружбу короля, который ревниво отнёсся к успеху своего фельдмаршала. Неуступчивость характера Шверина была причиной его размолвок с королём и его генералами, которые нередко заканчивались тем, что фельдмаршал в знак протеста покидал армию и удалялся в своё поместье.
В промежутках между Силезскими войнами Шверин служил комендантом крепостей Бриг и Нейссе.
Во Второй Силезской войне Шверин внёс решающий вклад во взятие Праги 16 сентября 1744 года.

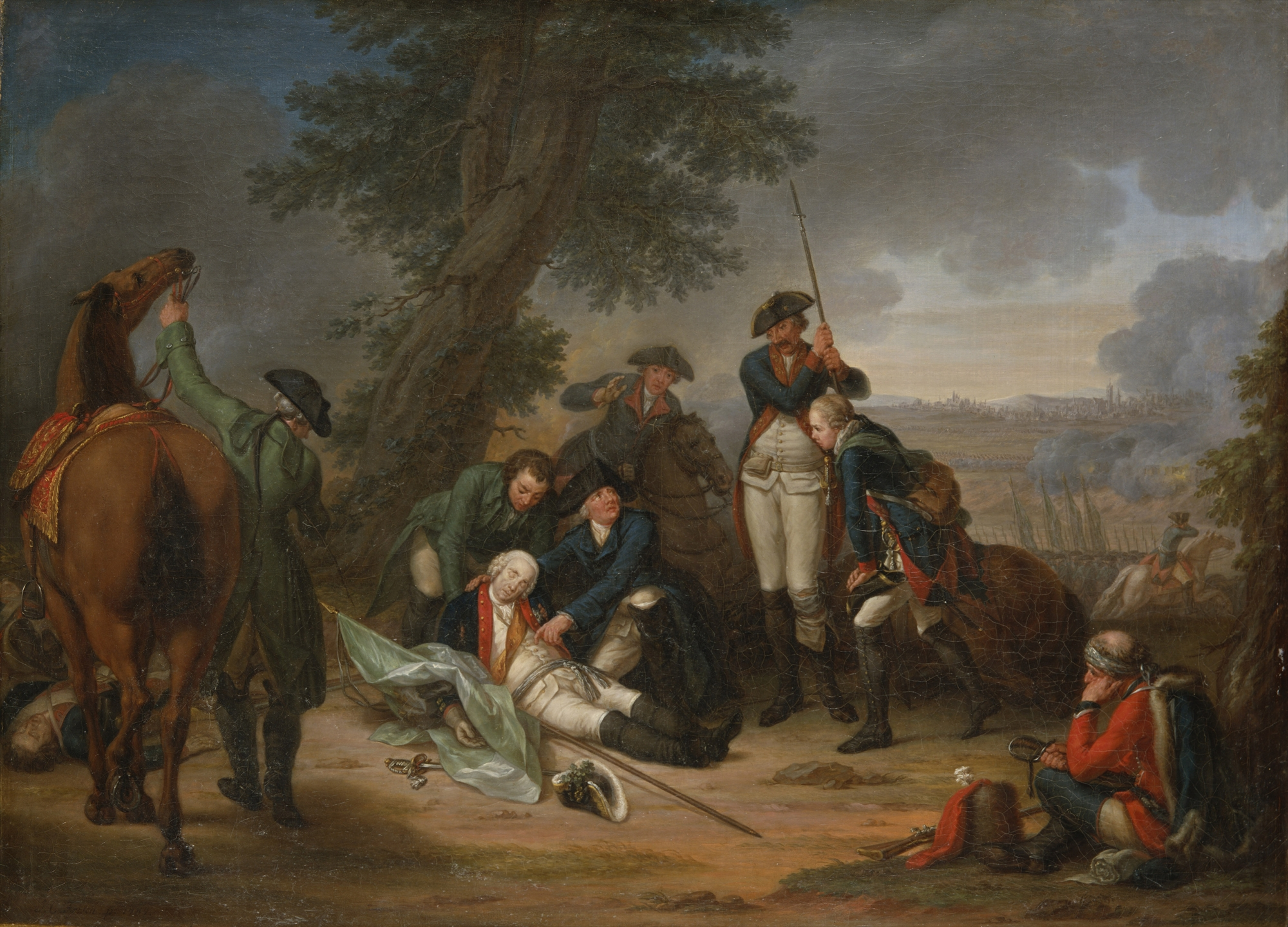
Смерть фельдмаршала Шверина. Работа худ.Иоганна Кристофа Фриша

13 лет спустя, Шверин, один из авторов плана вторжения в Богемию весной 1757 года, найдёт под Прагой свою смерть. Когда атака его батальонов остановилась, Шверин, пытаясь вдохновить солдат, схватил знамя, но спустя несколько секунд сражённый пятью картечными пулями упал с коня. Он умер «образцовой смертью прусского генерала», ставшей позднее частью легенды о Фридрихе и его времени. Во время самого сражения, геройство Шверина привело к тому, что солдаты Пруссии, вдохновлëнные и разозлëнные смертью любимого генерала атаковали австрийцев вновь и выиграли сражение. Храбрость Шверина принесла ему любовь солдат, и, по свидетельству английского посланника Митчелла, вся армия оплакивала его гибель. Король посвятил своему генерал-фельдмаршалу следующие строки: "Фельдмаршал Шверин один стоил больше десяти тысяч человек. Его смерть омрачила победу, стоившей такой крови".